# شكفال

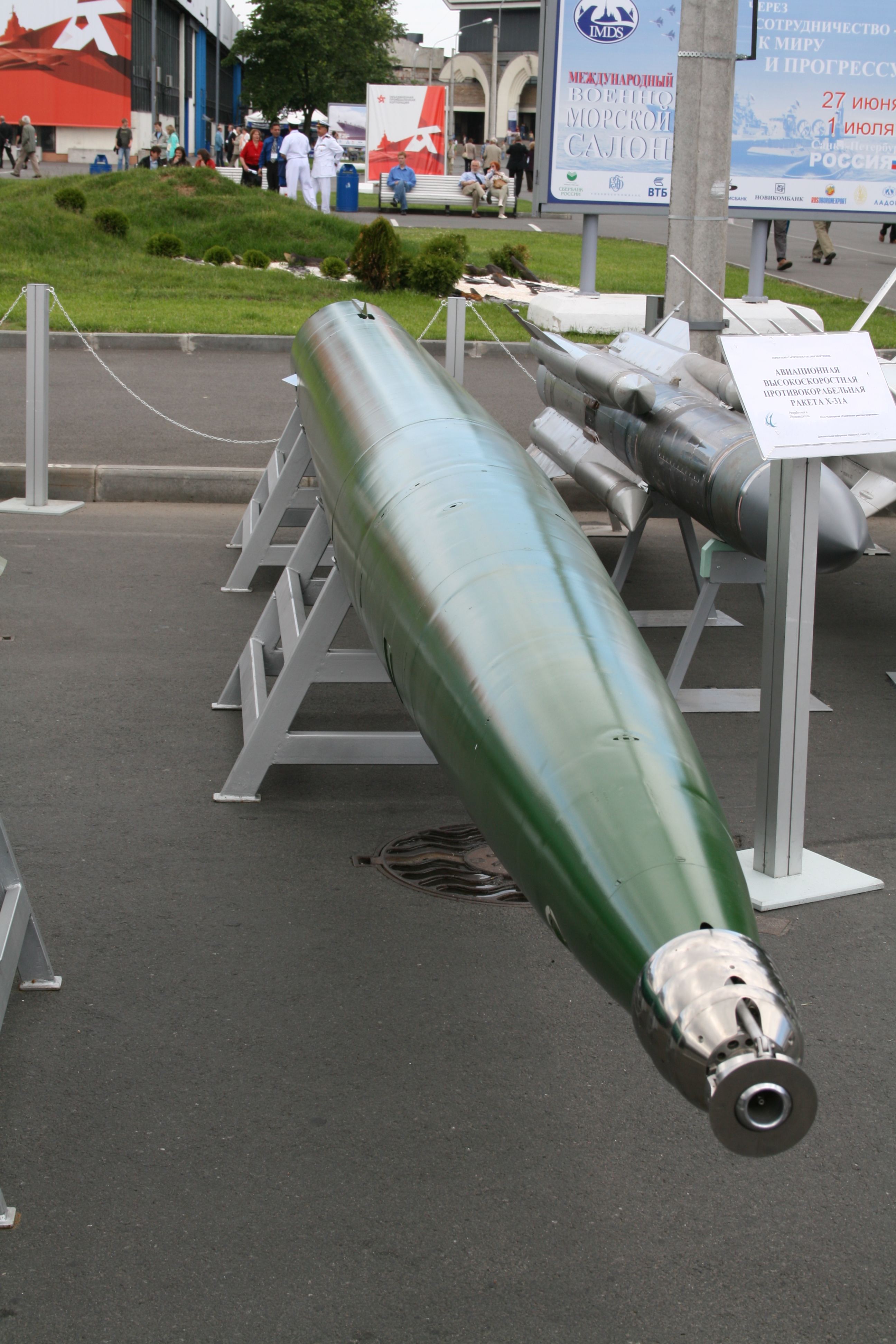
VA-111 Shkval

شكفال (بالروسية: шквал) هو طوربيد تكهفي تم تطويره من قبل الاتحاد السوفيتي قادر على الوصول إلى سرعات تفوق 200 عقدة(370 كم/ ساعة).

## التصميم والإمكانيات

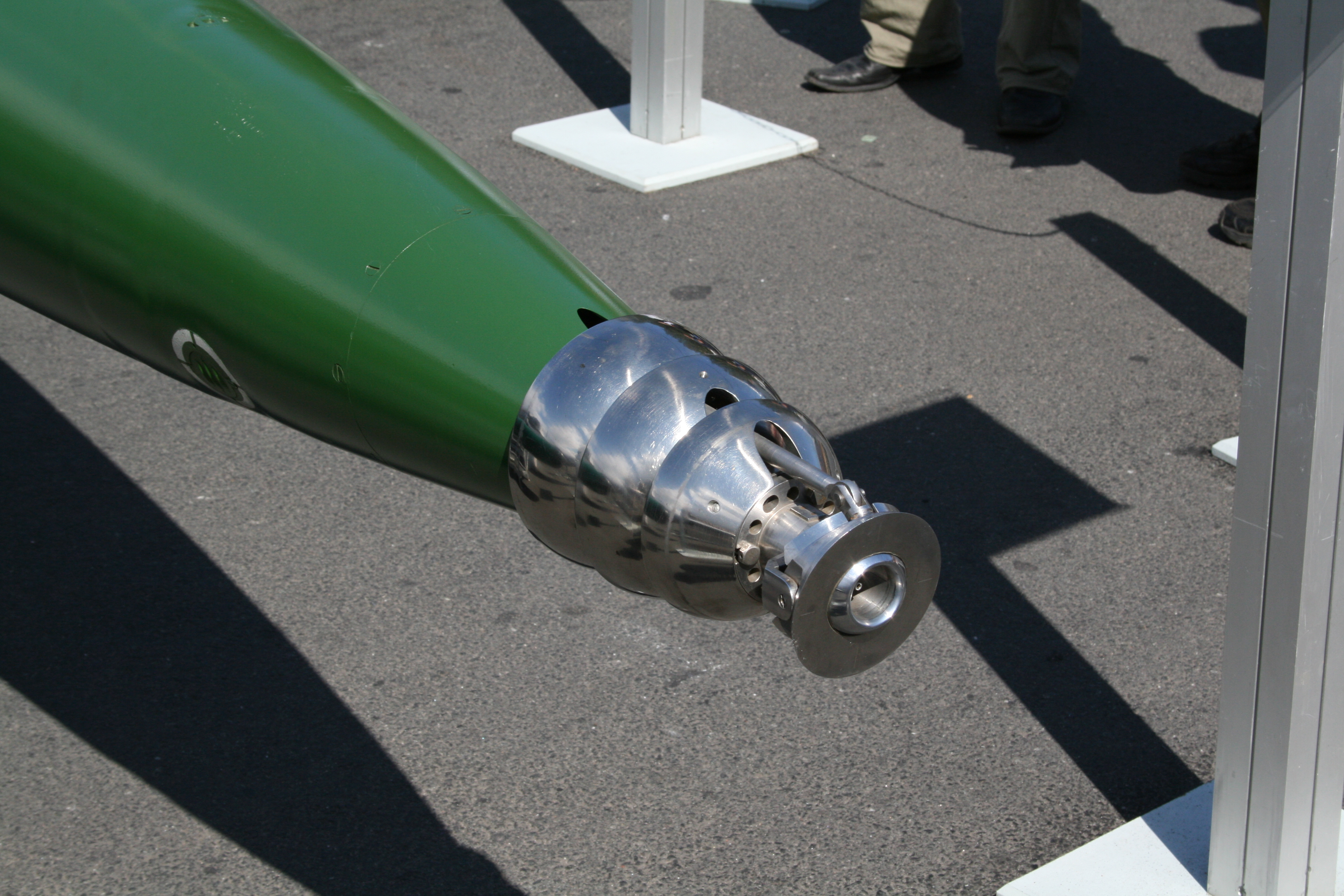
Shkval nose cone

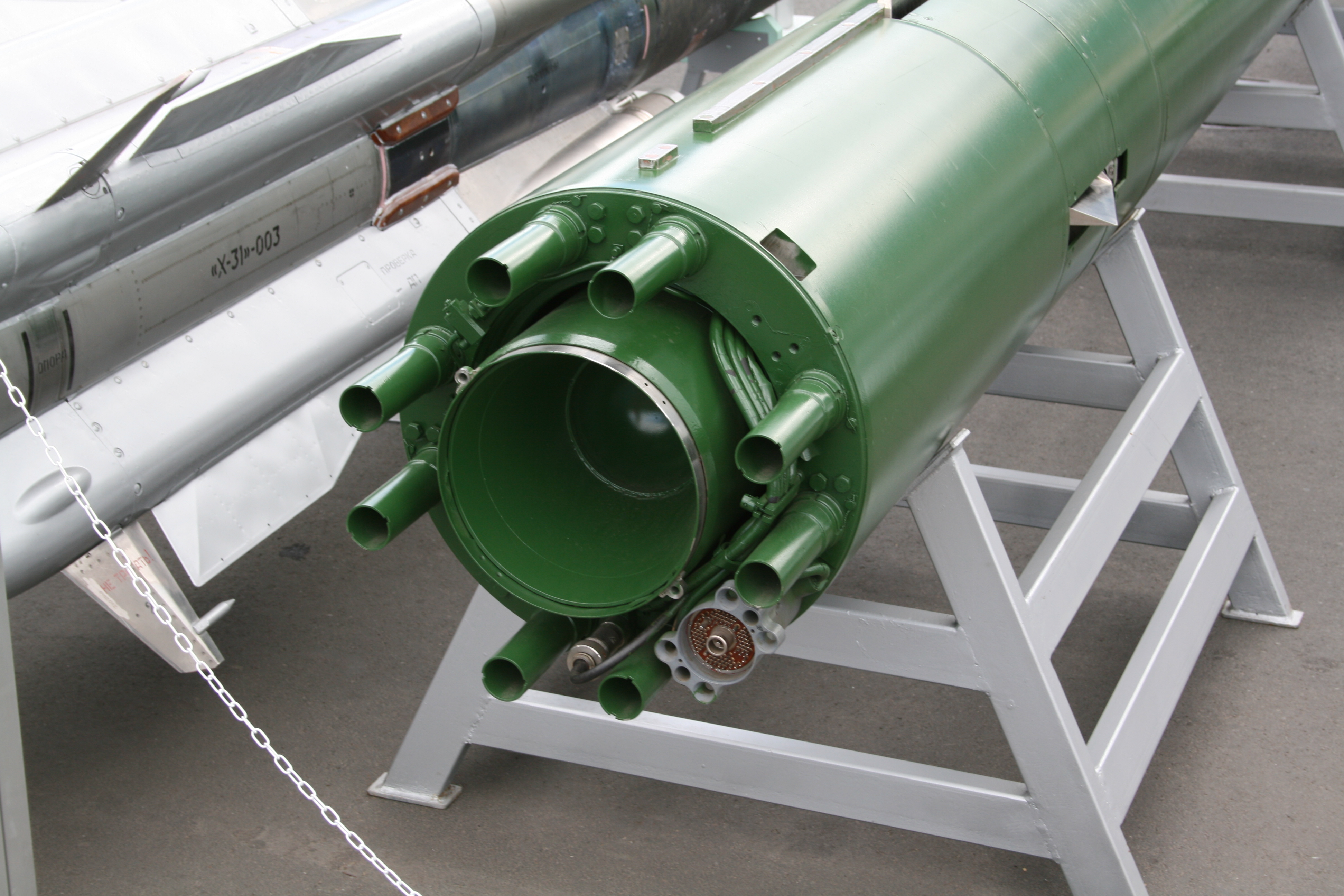
Shkval rear; notice the guidance fins and the electronics connector

بدأ التصميم في ستينات القرن العشرين عندما أمرت معهد البحوث NII-24 لإنتاج نظام سلاح جديد قادر على مكافحة الغواصات النووية في عام 1969، GSKB - 47 اندمجت معNII-24 لإنشاء معهد بحوث المكينيكا المائية في كييف، أوكرانيا، وطوربيد شاكفال كان نتاج هذا الاندماج.
تم تصميم شاكفال باعتباره مضادا ضد الطوربيدات التي أطلقها غواصات العدو التي لم يتم كشفها. كما يمكن استخدامها بوصفها مضادة لإجبار طوربيدات حيث يتم إطلاقه في الغواصة العدو، وإجبارها على التملص، وبقطع سلك التوجيه في هذه العملية يكون الشاكفال مضاداً لطوربيدات العدو.
سرعة شاكفال من طراز VA-111 يتجاوز بكثير من أي طوربيد تقليدي أوفد حاليا من قبل حلف شمال الأطلسي. هذه السرعة هو نتيجةالتكهف وبتأثير هذا يكون الطوربيد في فقاعة غاز ويتم تكوين ذلك عن طريق أنف الطوربيد ومن الغازات المنبعثة من المحرك. وبذلك يتم الحفاظ على المياه من ملامسة سطح الجسم، ويتم تخفيض كبير للاحتكاك، مما يسمح بسرعة عالية للغاية. في الواقع شاكفال صاروخ تحت الماء.
يتم إطلاقه من انبوب طربيدات 533 مم يكون VA-111 يخرج على سرعة 50 عقدة (53 كم/ ساعة) وبعدها بقليل يشتعل وقود الصواريخ السائل ليوصل الطوربيد لسرعة 200عقدة (370 كم/ ساعة) بعض التقارير تقول بأن سرعة 250 عقدة قد يمكن الوصول إليها، وأن الوصول إلى سرعة 300 عقدة (560كم/ ساعة) جاري العمل عليه. شاكفال يستخدم خليط من بيروكسيد الهيدروجين المركز والكيروسين.